# Сент-Элсвер
«Сент-Элсвер» (англ. St. Elsewhere) — американская медицинская драма, выходившая на NBC с 26 октября 1982 по 25 мая 1988 года. Действие сериала происходило в вымышленной небольшой увядающей больнице одного из района Бостона, где проходили стажировку интерны. Как и в других медицинских драмах в St. Elsewhere рассматривались серьёзные вопросы жизни и смерти, однако в эпизодах присутствовала значительная доля чёрного юмора.
Производством сериала занималась студия MTM Enterprises, которая в тот период выпускала другой популярный сериал — «Блюз Хилл-стрит».
Хотя сериал никогда не достигал высоких позиций в телевизионных рейтингах, он был любим критиками. За свою историю он более шестидесяти раз номинировался на премию «Эмми», выиграв тринадцать раз. Он также выиграл «Премию Пибоди», награду «Ассоциации телевизионных критиков» и множество других премий.
В 2002 году сериал занял 20 место в списке «Пятидесяти величайших телешоу всех времён по версии TV Guide».

## В ролях
| - Dr. Donald Westphall—Эд Флэндерс - Dr. Mark Craig—Уильям Дэниелс - Dr. Daniel Auschlander—Норман Ллойд - Dr. Ben Samuels—Дэвид Берни - Dr. Hugh Beale—Джордж Бэйли - Nurse Helen Rosenthal—Кристина Пиклз - Dr. Robert Caldwell—Марк Хармон - Dr. Annie Cavanero—Синтия Сайкс - Dr. Victor Ehrlich—Эд Бегли-младший - Dr. Jack «Boomer» Morrison—Дэвид Морс | - Dr. Wayne Fiscus—Хоуи Мандель - Dr. Cathy Martin—Барбара Уинни - Dr. John Gideon—Ронни Кокс - Dr. Peter White—Теренс Нокс - Dr. Phillip Chandler—Дензел Вашингтон - Dr. Vijay Kochar—Кави Раз - Dr. Wendy Armstrong—Ким Мьюри - Dr. Jacqueline Wade—Саган Льюис - Nurse Shirley Daniels—Эллен Бри - Luther Hawkins—Эрик Ланёвилль | - Dr. Michael Ridley—Пол Сэнд - Dr. Samuel Weiss—Филип Стерлинг - Dr. Elliot Axelrod—Стивен Ферст - Nurse Lucy Papandreo—Дженнифер Сэвидж - Orderly Warren Coolidge—Байрон Стюарт - Dr. Alan Poe—Брайан Точи - Dr. Roxanne Turner—Элфри Вудард - Dr. Seth Griffin—Брюс Гринвуд - Dr. Susan Birch—Джейми Роуз - Dr. Paulette Kiem—Франс Нгуен - Dr. Carol Novino—Синди Пикетт |